# Dobsonia exoleta
Dobsonia exoleta — вид рукокрилих, родини Криланових. 

## Середовище проживання
Країни поширення: Індонезія. Мешкає в первинних і порушених місцепроживаннях. 

## Стиль життя
Лаштує сідала в печерах і живе в малих і середніх колоніях.

## Загрози та охорона
Немає серйозних загроз для цього виду по всьому ареалу. Полювання на вид у печерах може викликати деякі локалізовані зниження чисельності, але не вважається серйозною загрозою в даний час. Цей вид зустрічається в ряді охоронних районів в усьому діапазоні.